# Hawar Mulla Mohammed
Hawar Mulla Mohammed Taher Zebari (kurdisch هاواری‌ مه‌لا محه‌مه‌د; arabisch هوار ملا محمد, DMG Hawār Mullā Muḥammad; * 1. Juni 1981 in Mosul) ist ein ehemaliger irakischer Fußballspieler kurdischer Abstammung. Auf seinem Trikot steht immer sein Vorname (Hawar), da er von den Kommentatoren mit seinem Vornamen genannt werden möchte. Letzteres ist üblich im Arabischen Fußball. Er ist der ältere Bruder von Halgurd Mulla Mohammed, der ebenfalls professionell Fußball spielt.

## Karriere
Der linke Mittelfeldspieler, der auch als linker Außenstürmer eingesetzt werden kann, begann seine Karriere 1998 beim damaligen Zweitligisten FC Mosul, ehe er nach dessen Aufstieg zum irakischen Spitzenverein Al-Quwa al-Dschawiya wechselte und dort sowohl 2000 als auch 2001 jeweils irakischer Vize-Meister wurde. Nachdem er 2005 erneut irakischer Meister wurde, wechselte Mohammed nun erstmals ins Ausland und schloss sich dem libanesischen Meister Al-Ansar an, bei dem er lediglich eine Saison lang spielte, bevor er im Juli 2006 zum vom ehemaligen irakischen Nationaltrainer Bernd Stange betreuten Klub Apollon Limassol nach Zypern wechselte. Nachdem er dort bis Januar 2007 gespielt hatte, wurde er an den Al Ain Club ausgeliehen. In der Saison 2007/08 spielte er bei Al-Khor in Katar.
Zur Saison 08/09 wechselte er wieder nach Zypern, diesmal zu Anorthosis Famagusta. Am 16. September 2008 wurde Hawar während der Partie zwischen Anorthosis und Werder Bremen in der 46. Minute eingewechselt und war somit der erste irakische Fußballspieler, der in der Champions League spielte. Am 2. Oktober 2008, dem 2. Spieltag der CL-Saison 2008/09, traf er gegen Panathinaikos Athen und war somit auch der erste Iraker, der in der Champions League ein Tor erzielte.
In der Saison 2009/10 spielte er für Persepolis Teheran, sein Vertrag wurde jedoch im Juni 2010 aufgelöst. Von 2012 bis 2014 spielte er beim irakischen Erstligisten Arbil FC und wechselte dann noch für ein Jahr zu al-Quwa al-Dschawiya und beendete dort seine Karriere.

## Nationalmannschaft
In der irakischen Nationalmannschaft gab er am 31. August 2001 in Manama bei der 0:1-Niederlage gegen Saudi-Arabien sein Debüt. 2004 nahm er sowohl an der Asienmeisterschaft (4 Spiele, 1 Tor) als auch an den Olympischen Spielen (6 Spiele, 2 Tore) teil. 2007 spielte er im Gulf Cup (3 Spiele, 2 Tore) und an der Asienmeisterschaft (6 Spiele, 1 Tor und ein Tor beim Elfmeterschießen im Halbfinale gegen Südkorea, sowie die Vorlage zum einzigen Tor im Finale gegen Saudi-Arabien). Mit der Auswahl seines Landes konnte Hawar 2007 Asienmeister werden.